# Teodor Plersch
Teodor Plersch – kanonik wolborski, pleban mniszewski w latach 1760–1779.
Był synem Jana Jerzego Plerscha, nadwornego rzeźbiarza Stanisława Augusta Poniatowskiego i Marii Magdaleny z Fontanów.